# 애덤 큐버트
앤드루 "앤디" 큐버트(영어: Andrew "Andy" Kubert, 1959년 ~ )는 미국의 만화가이다. 대표작으로 《얼티밋 판타스틱 포》, 《스파이더맨》, 《인크레더블 헐크》 등의 시리즈가 있다. 만화계의 거장 조 큐버트의 아들이며 같은 만화가 앤디 큐버트의 형이다. 아버지가 설립한 큐버트 학교에서 형제가 모두 교육받았다.